# IC 5085
IC 5085 ist eine Spiralgalaxie vom Hubble-Typ Sc im Sternbild Pfau am Südsternhimmel. Sie ist schätzungsweise 506 Millionen Lichtjahre von der Milchstraße entfernt.
Das Objekt wurde am 28. September 1900 von DeLisle Stewart entdeckt.